# خان‌کندی (مشگین‌شهر)
خان‌کندی نام روستایی کوچک میباشد، این روستا در استان اردبیل، شهرستان مشگین‌شهر، بخش مرکزی، دهستان شعبان قرار دارد.

## جمعیت
بر اساس سر شماری کشوری که سال ۱۳۸۵ صورت گرفته بود، جمعیت این روستا برابر با ۲۰۲ نفر (۴۹ خانوار) بوده ‌است . طبق سر شماری سال ۱۳۹۵، این آبادی دارای ۱۵۹ نفر جمعیت میباشد .